# Новосадски договор
Новосадски договор склопљен је 10. децембра 1954. између углавном хрватских и српских те делом босанскохерцеговачких и црногорских лингвиста ради уређења и стандардизације заједничког српскохрватског језика. Закључено да је народни језик Срба, Хрвата и Црногораца један језик с два изговора, да су оба писма, ћирилица и латиница, равноправна и да језик има заједнички правопис.
Овај договор престао је да важи након што су хрватски и српски језик постали два посебна језика, те данас хрватски не признаје равноправност оба писма, док ни српски такође не познаје оба писма што је истакнуто у ревизији Новосадског договора између српских лингвиста приликом 60 година Новосадског договора 2014. године.

## Позадина
Године 1850. књижевним договором у Бечу започет је процес уједињавања хрватскога и српскога језика у један српскохрватски језик. Као основа за заједнички књижевни језик је узет народни говор Босне и Херцеговине, карактеристичан по штокавском наречју и ијекавском изговору. Под утицајем ових идеја, и српски и хрватски језик су реформисани у правцу међусобног приближавања. У међународној науци се наредних деценија говорило се о српскохрватскоме као једном језику.
Усташе су у априлу 1941. преузели власт у Хрватској реафирмишући засебан хрватски језик. Такво стање остаје и после завршетка рата. Након рата, први се југословенски Устав пише и хрватским и српским језиком засебно. У настојању за зближавањем двају језика, српска је страна преко Летописа Матице српске расписала анкету о језичним и правописним питањима и до септембра 1954. Летопис је објавио одговоре четрдесетак саучесника. После завршене анкете, одржан је тродневни скуп 8, 9. и 10. децембра 1954. године у Новом Саду.

## Реакције
Неки српски аутори су критиковали овај договор на основу тога што је наводно потискивао ћирилицу у корист латинице. Слични аргументи о фаворизовању ћирилице и потискивању латинице чули су се и са хрватске стране.
Новосадски договор није био по вољи делу хрватских лингвиста, па чак и неких потписника, који су били незадовољни објављеним речницима и правописима у којима се језик називао хрватскосрпским. 1967. године је деветнаест најистакнутијих културних институција СР Хрватске потписало Декларацију о називу и положају хрватског књижевног језика којом се дистанцирају од Новосадског договора, уз образложење да се иза њега крије намера да се Хрватима наметне српски књижевни језик. Потписници су тражили да се уставом гарантује равноправност хрватског, српског, словеначког и македонског језика и да се у званичну употребу врати назив хрватски или српски језик. Ово је у југословенској јавности проглашено испољавањем „хрватског национализма“. Године 1971, излази популарно названи „Лондонац”, односно Хрватски правопис Стјепана Бабића, Божидара Финке и Милана Могуша, који је у фототипском облику тада објављен у Лондону. У земљи није објављен, делећи тако судбину Хрватскога пролећа. Након републичких уставних амандмана из 1972. у Хрватској су ђаци почели да уче хрватски или српски уместо хрватскосрпског језика.
Неки босански писци, попут Алије Исаковића, су такође критиковали новосадски договор који каже да је заједнички језик — језик Срба, Хрвата и Црногораца, а Бошњаци-муслимани се не спомињу. Исаковић је подсећао да је Босна и Херцеговина учествовала у изградњи заједничког језика и да је то требало уважити.